# 코바리마현

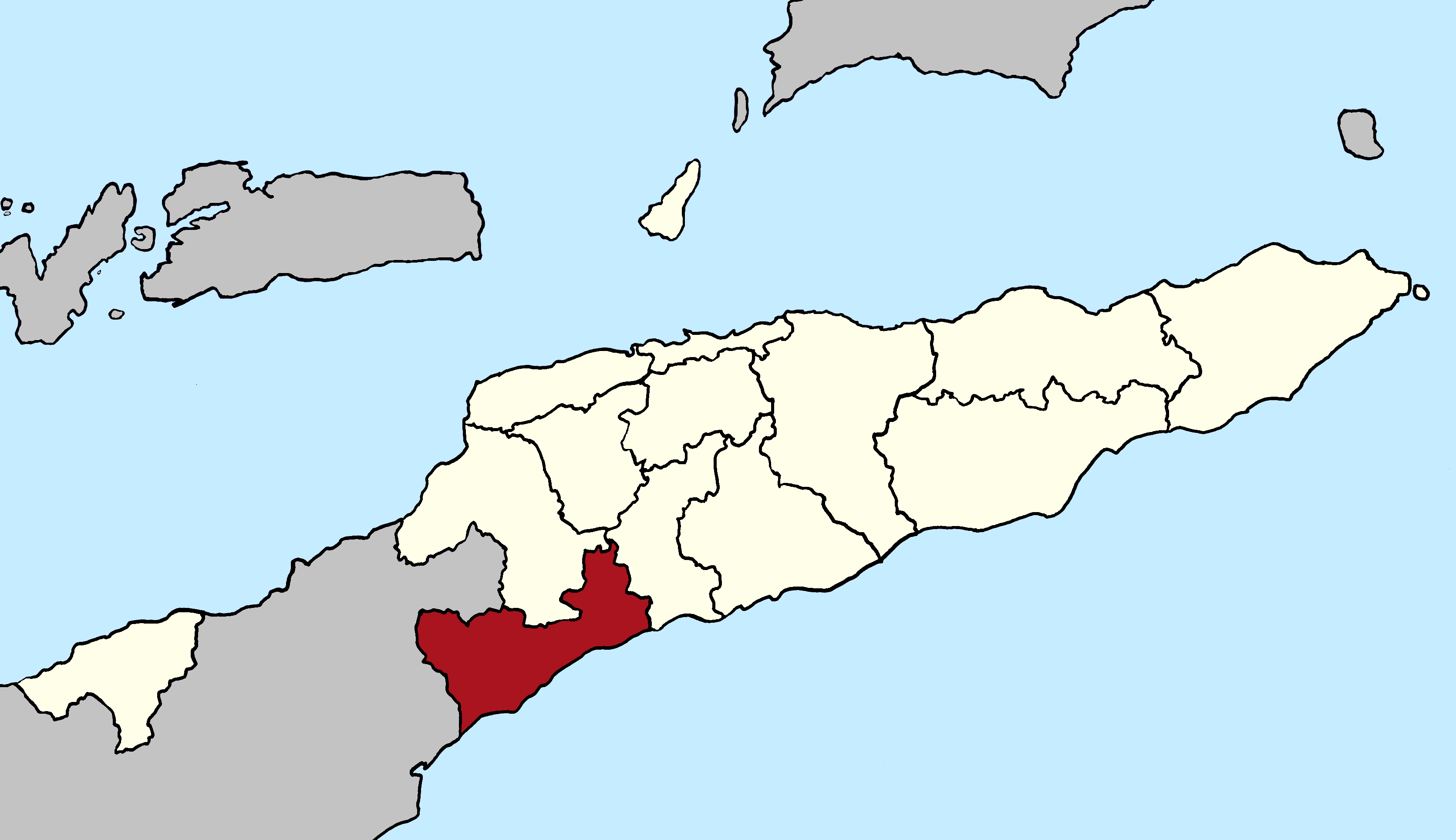
코바리마 현의 위치

코바리마현(포르투갈어: Cova Lima, 테툼어: Kovalima 코발리마)은 동티모르를 구성하는 13개 현 가운데 하나로, 동티모르 남서부에 위치한다. 현도는 수아이이며 인구는 52,818명(2004년 기준), 면적은 1,226km2이다. 7개 구(파툴룰리크 구, 파투메앙 구, 포호렘 구, 주말라이 구, 마우카타르 구, 수아이 구, 틸로마르 구)로 구성되어 있으며 남쪽으로는 티모르해, 북쪽으로는 보보나루현, 동쪽으로는 아이나루현, 서쪽으로는 인도네시아 누사틍가라티무르주와 인접해 있다.

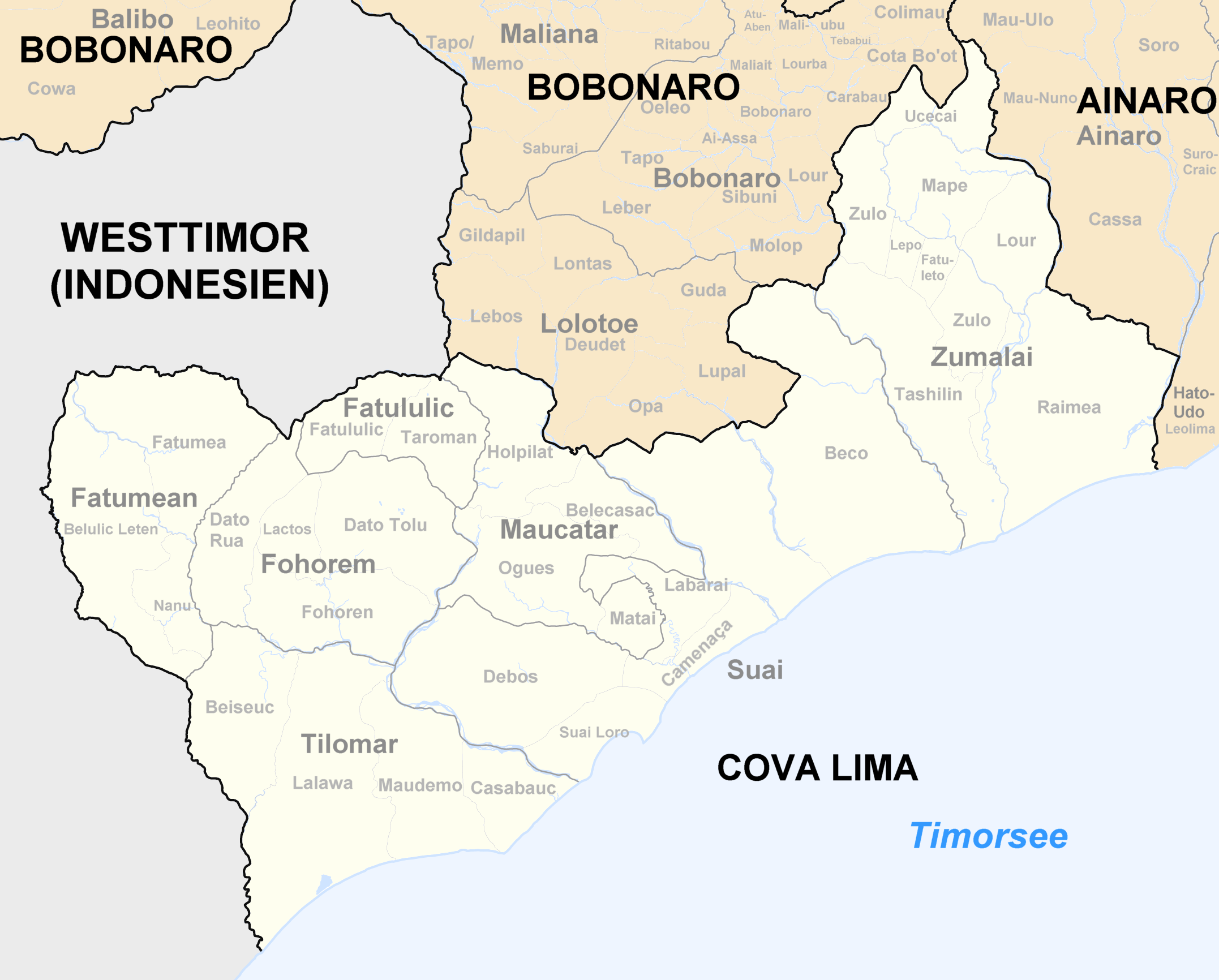
코바리마 현이 관할하는 구
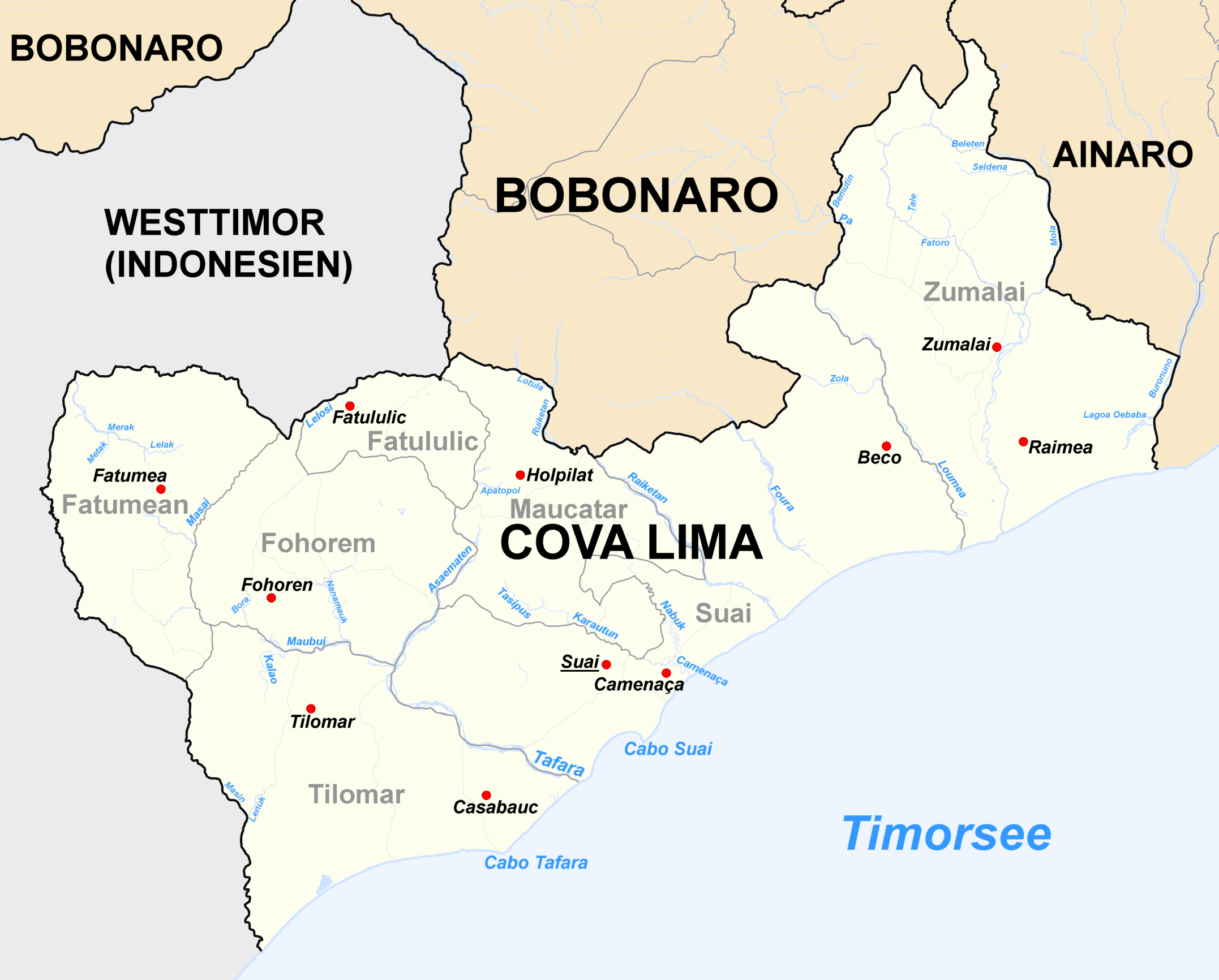
코바리마 현이 관할하는 시와 강
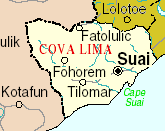
코바리마 현의 경계선 (2003년 이전)
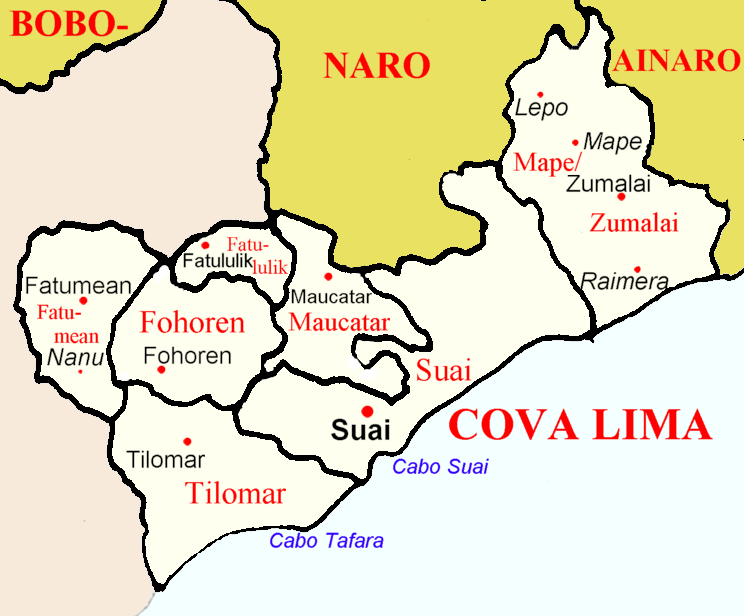
코바리마 현의 경계선 (2003년 이후)